# المتمرد (فلم 1988)
المتمرد فيلم مصري أُصدر عام 1988، من إخراج هنري بركات وبطولة فريد شوقي وليلى علوي وممدوح عبد العليم وأبو بكر عزت.

## تمثيل
- فريد شوقي
- ليلى علوي
- ممدوح عبد العليم
- أبو بكر عزت
- حسن حامد
- محمود مسعود
- إبراهيم عبد الرازق
- عبد السلام محمد
- السيد طليب
- حسني عبد الجليل
- سميرة محسن
- هشام فاروق علي

## وصلات خارجية
- مقالات تستعمل روابط فنية بلا صلة مع ويكي بيانات